# Terrer
Terrer est une commune d’Espagne, dans la province de Saragosse, communauté autonome d'Aragon comarque de Comunidad de Calatayud.

## Histoire
Le village est mentionné dans la chanson de geste El cantar del mio Cid, écrit au XIIe siècle en hommage à la vie du Cid.
La paix dite de Terrer est signée dans ce village en 1361 entre le roi d'Aragon Pierre IV le Cérémonieux et le roi de Castille Pierre le Cruel et met une fin temporaire à cinq ans de guerre entre les deux royaumes.